# Sphaerodactylus elegantulus
Espèce
Sphaerodactylus elegantulus est une espèce de geckos de la famille des Sphaerodactylidae.

## Répartition
Cette espèce se rencontre :
- sur les îles d'Antigua et de Barbuda ;
- à Haïti dans le département du Sud.

## Publication originale
- Barbour, 1917 : A new Antillean Sphaerodactylus. Proceedings of the Biological Society of Washington, vol. 30, p. 163-164 (texte intégral).